# Cocoa Touch
Cocoa Touch — це фреймворк для створення додатків для пристроїв під управлінням операційної системи iOS (iPhone, iPod Touch, iPad тощо).
Фреймворк Cocoa Touch надає рівень абстракції для iOS (операційної системи iPhone, iPad і iPod touch). Cocoa Touch реалізована на базі класів фреймворку Cocoa, що використовується в Mac OS X. Як і Cocoa, Cocoa Touch використовує мову розробки Objective-C. Cocoa Touch спроєктований за шаблоном проєктування Model-View-Controller.
Інструменти для розробки додатків за допомогою Cocoa Touch присутні в iOS SDK.

## Основні можливості
Основні технології та можливості, присутні в Cocoa Touch:
- Core Animation
- Багатозадачність
- Розпізнавачі мультитач-жестів

## Основні фреймворки
Cocoa Touch надає основні фреймворки для розробки додатків для пристроїв на базі iOS. Ось деякі з них:
- Foundation Framework — основна бібліотека, яка містить класи з префіксом NS
- UIKit Framework — бібліотека, яка містить специфічні для інтерфейсу користувача iOS класи
- Game Kit Framework — бібліотека для взаємодії з сервісом Game Center
- iAd Framework — бібліотека для створення сервісів контекстної реклами iAd у додатку
- MapKit Framework — бібліотека, що здійснює взаємодію з картами та навігаційними можливостями iOS-пристроїв

## Cocoa Touch відносно інших рівнів абстрагування
iOS-технології можна розглядати як набір рівнів, де Cocoa Touch знаходиться на найвищому рівні, а Core OS та ядро Mac OS X — на більш низьких. Це дозволяє розробникам створювати програмний код на більш високому рівні, що дозволяє значно скоротити термін розробки. Але водночас розробники мають можливість використовувати більш низькі рівні абстракції, якщо це необхідно.
Розташування рівнів абстрагування можна представити в наступному виді (від вищого до нижчого):
1. Cocoa Touch
2. Media / Application Services
3. Core Services
4. Core OS / ядро Mac OS X